# Vincent Angban
Vincent Atchouailou de Paul Angban (2 de fevereiro de 1985) é um futebolista profissional marfinense que atua como goleiro.

## Carreira
Vincent Angban representou a Seleção Marfinense de Futebol, nas Olimpíadas de 2008. 